# Methoxyaceton
Methoxyaceton ist eine chemische Verbindung aus der Gruppe der  Ketone und Ether.

## Gewinnung und Darstellung
Methoxyaceton kann durch Oxidation von 1-Methoxy-2-propanol in flüssiger Phase unter Verwendung von wässrigem Wasserstoffperoxid und einem Übergangsmetallkatalysator gewonnen werden.

## Eigenschaften
Methoxyaceton ist eine gelbe geruchlose Flüssigkeit, die mischbar mit Wasser ist.

## Verwendung
Methoxyaceton wird als Zwischenprodukt zur Synthese von anderen chemischen Verbindungen (zum Beispiel Metolachlor) verwendet.

## Sicherheitshinweise
Die Dämpfe von Methoxyaceton können mit Luft ein explosionsfähiges Gemisch (Flammpunkt 25 °C) bilden.